# Église Saint-Clément d'Achêne
Pour les articles homonymes, voir Église Saint-Clément.
L'église Saint-Clément est un édifice religieux catholique classé situé dans le village d'Achêne faisant partie de la commune de Ciney en province de Namur (Belgique). 

## Situation
L'église est située au centre du village d'Achêne, dans le Condroz. Elle est entourée de son cimetière ceint de murs en pierre calcaire. L'accès à l'édifice se fait depuis la route de Dinant (route nationale 936) par un chemin pavé.

## Historique

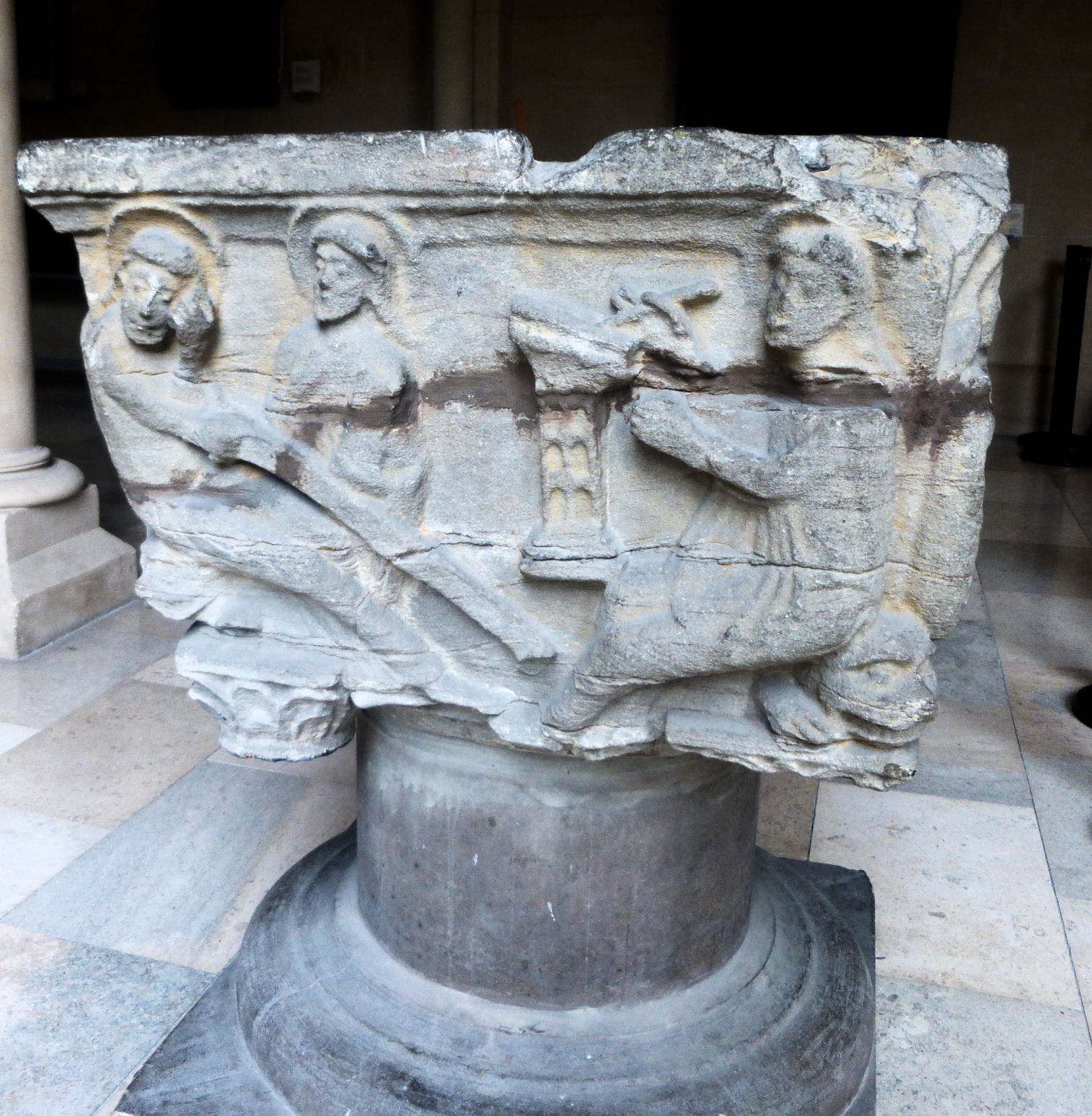
Font baptismal, Pierre Bleue, Bruxelles.

L'élément le plus ancien du bâtiment est la nef centrale construite au cours du XIe siècle. D'importants travaux sont réalisés  en 1699 (nefs latérales, tour, portail d'entrée) pour Jean-Philippe de Houyet, seigneur de Taviet, donnant à la construction une grande partie de son aspect actuel. Quelques remaniements sont encore opérés au cours du XVIIIe siècle et du XIXe siècle (ajout de chapelles latérales et d'une sacristie).

## Description
L'église d'une longueur d'environ 35 mètres bâtie en moellons de pierre calcaire comprend trois nefs de quatre travées et un important chœur comprenant aussi une travée ainsi qu'une abside à cinq pans. La tour carrée, placée à l'angle de la nef nord, est haute de quatre niveaux et coiffée d'une toiture en ardoises comprenant un clocher à bulbe baroque.

## Classement
L'église Saint-Clément est classée depuis le 2 mai 1949 et reprise sur la liste du patrimoine immobilier classé de Ciney.